# 田中正 (演出家)
田中 正（たなか ただし、1968年 - ）は、日本のテレビドラマ演出家。熊本県八代市出身。

## 作品
- 土曜ドラマ 足尾から来た女（2014年）※第69回文化庁芸術祭優秀賞、東京ドラマアウォード2014優秀賞、第51回ギャラクシー奨励賞※放送人グランプリ2014優秀賞
- ドラマ10
  - さよなら私（2014年）
  - 美女と男子（2015年）
- 大河ドラマ
  - 真田丸（2016年）
  - 豊臣兄弟!（2026年1月放送予定）

- 連続テレビ小説
  - ひよっこ（2017年）
  - なつぞら（2019年）
  - 舞いあがれ!（2022年）
- 東日本大震災10年 特集ドラマ あなたのそばで明日が笑う（2021年）
- 終戦ドラマ しかたなかったと言うてはいかんのです（2021年）※第76回文化庁芸術祭優秀賞
- 夜ドラ
  - ミワさんなりすます（2023年）※第61回ギャラクシー奨励賞
  - 未来の私にブッかまされる!?（2024年）

## 受賞
- 『足尾から来た女』 - 平成26年度芸術選奨文部科学大臣新人賞[1]